# Sylvia Likens
Sylvia Marie Likens (ur. 3 stycznia 1949, zm. 26 października 1965) – amerykańska ofiara morderstwa z Indiany.
Sylvia była torturowana przez Gertrude Van Fossan, jej dzieci oraz innych młodych ludzi z sąsiedztwa. Rodzice, będący pracownikami parków rozrywki, zostawili Likens i jej siostrę Jenny pod opieką rodziny Baniszewskich (na trzy miesiące przed śmiercią Sylvii) w zamian za 20 dolarów tygodniowo. Opiekunka, wraz z dwojgiem swoich dzieci – Paulą i Johnem, oraz dwoje nastolatków z okolicy – Coy Hubbard i Richard Hobbs – zostali oskarżeni i skazani za zbrodnię. Tortury i sam akt morderstwa w rozprawie sądowej przeciwko Gertrude zostały opisane przez prokuratora jako „najbardziej straszliwa zbrodnia, jaką kiedykolwiek popełniono w stanie Indiana”.

## Życiorys
Sylvia Likens była trzecim z kolei dzieckiem Betty i Lestera Likensów, pracowników wesołych miasteczek. Miała dwoje starszego rodzeństwa (parę dwujajowych bliźniaków: Dianę i Danny'ego, 2 lata starszych od Sylvii) oraz dwoje młodszego (parę dwujajowych bliźniaków: Jenny i Benny'ego, młodszych o rok). Małżeństwo Likensów nie było stabilne – cała rodzina musiała przeprowadzać się wielokrotnie z jednego miejsca na drugie. Sylvia, będąc odsyłaną przez rodziców, często mieszkała z krewnymi, podczas gdy matka z ojcem pracowali.
Sylvia Likens opiekowała się dziećmi i prasowała. Te same prace, jak na ironię, wykonywała jej oprawczyni – Gertrude. Ulubioną grupą rockową Likens był zespół The Beatles. Na początku pobytu w domu rodziny Baniszewskich zwykła śpiewać wraz z jedną z córek Gertrudy, Stephanie Baniszewski.
Sylvia Likens i jej siostra Jenny z powodu trybu życia rodziny mieszkały w co najmniej czternastu różnych miejscach. W przeszłości dziewczynki były zostawiane np. u babci, podczas gdy rodzice podróżowali wraz z parkami rozrywki w nadziei, że poziom edukacji dzieci zanadto nie ucierpi.
W roku 1965 Sylvia Likens i jej siostra Jenny, chorująca na polio, mieszkały z ich matką w Indianapolis do czasu, gdy Betty Likens została aresztowana i osadzona w więzieniu za kradzieże w sklepie. Lester Likens, który na krótko wcześniej rozszedł się z żoną, zorganizował dla córek opiekę w domu Gertrudy – matki Pauli, z którą dziewczynki na krótki czas wcześniej się zapoznały. Chociaż rodzina Baniszewskich była biedna, Lester Likens - jak wskazuje raport z rozprawy sądowej - „nie wtrącał się”, nie przejmował się stanem domu, ale zachęcał Baniszewską do „doprowadzenia jego córek do porządku”. Zgodził się płacić za opiekę 20 dolarów tygodniowo.

## Okoliczności śmierci
Baniszewski, opisana przez „The Indianapolis Star” jako „zmizerniała, wychudła astmatyczka”, cierpiąc z powodu depresji i stresu po kilku nieudanych małżeństwach zaczęła wyładowywać swoją złość na siostrach Likens, bijąc je specjalnym rodzajem wiosła (służącego do dawania klapsów w celu ukarania bądź w celach erotycznych), kiedy czek z zapłatą za opiekę nie przybywał na czas.
Wkrótce potem Baniszewski skupiła maltretowanie na Sylvii Likens, oskarżając ją o kradzież słodyczy, które Gertrude Baniszewski kupiła w sklepie spożywczym – przypaliła jej za to palce zapałkami. Kobieta poniżała dziewczynkę, gdy ta przyznała, że ma chłopaka – kopała ją w okolice genitaliów i pomawiała o bycie w ciąży. Paula Baniszewski, która sama była w ciąży w tym okresie, wpadła w furię i przewróciła Likens na podłogę. Jak później wykazały badania medyczne, Sylvia nie była w ciąży.
Likens była pomawiana o szerzenie plotek w szkole Arsenal Technical High School o tym, jakoby Stephanie i Paula były prostytutkami. To prawdopodobnie sprowokowało ówczesnego chłopaka Stephanie, Coya Hubbarda, by zaatakować Sylvię Likens. Po tym, jak Gertrude Baniszewski starała się biciem zmusić Sylvię do przyznania się do kradzieży ze szkoły stroju na lekcję wychowania fizycznego, którego to stroju Baniszewski dziewczynce nie kupiła (i bez którego Sylvia nie mogła uczęszczać na te zajęcia), starsza kobieta nie pozwalała jej opuszczać domu i chodzić do szkoły.
Gertrude Baniszewski zachęcała Hubbarda i inne dzieci z sąsiedztwa do torturowania Likens, między innymi do przypalania jej skóry papierosami, zmuszania ją do wkładania sobie do pochwy pustej butelki po Coca-Coli (co najmniej dwa razy) czy do konsumowania kału i moczu. Likens była również zmuszana do kąpania się we wrzącej wodzie, by „zmyć swoje grzechy”. Została poważnie pobita i poparzona po tym, jak zmoczyła materac podczas snu. Wtedy Gertrude Baniszewski zdecydowała, że Sylvia nie nadaje się do dzielenia mieszkania z jej córkami.
Likens próbowała uciec na kilka dni przed śmiercią, gdy podsłuchała plan Gertrude Baniszewski, która proponowała zawiązać dziewczynce oczy, zawieźć i zostawić ją w pobliskim lesie. Będąc już u drzwi frontowych została jednak przez Baniszewski i jednego z jej synów złapana i pobita. Karą było związanie dziewczynki w piwnicy i karmienie tylko krakersami; nie przysługiwało jej także prawo do korzystania z łazienki. Gertrude Baniszewski oznajmiła swoim dzieciom, iż Sylvia „jest prostytutką i jest z tego dumna, dlatego napiętnujemy ją na brzuchu”. Przy pomocy dużej rozgrzanej igły rozpoczęła cyzelowanie na brzuchu Likens napisu „I’m a prostitute and proud of it!” („Jestem prostytutką i jestem z tego dumna!”). Gdy okazało się, że nie może sama dokończyć napisu, zrobił to za nią Richard Hobbs. Hobbs, wraz z 10-letnią Shirley Baniszewski, użyli specjalnego rodzaju śruby, którą również podgrzali i wypalili na klatce piersiowej Sylvii numer „3”.
Gdy Stephanie Baniszewski i Richard Hobbs zorientowali się, że Sylvia nie oddycha, Stephanie podjęła próbę resuscytacji metodą usta-usta aż do chwili, gdy zdała sobie sprawę, że nie ma już nadziei – Sylvia nie żyła.
Sylvia Likens zmarła 26 października 1965. Ustalone przyczyny śmierci to obrzęk i wylew krwi do mózgu, szok związany rozległymi poparzeniami skóry i wycieńczenie. Dziewczynka była także skrajnie niedożywiona. Została pochowana na cmentarzu Oak Hill Cemetery w Lebanon.